# Дело СК1
«Де́ло СК1» (фр. L'Affaire SK1) — французский драматический триллер режиссёра Фредерика Телье. Термин «SK1» (Serial Killer 1) — кодовое имя, данное полицией первому серийному убийце, который был опознан и арестован с помощью анализа ДНК во Франции.

## Сюжет
Основанная на реальных событиях история поимки маньяка, в существование которого никто не верил 8 лет, и идущего по его следу инспектора Франка Маня, чьи идеалистические представления о профессии разрушаются при столкновении с бюрократией, коррупцией и жестокостью.

## В ролях
- Рафаэль Персонас — Франк «Шарли» Мань
- Натали Бай — Фредерика Понс, адвокат
- Оливье Гурме — Бужон
- Мишель Вюйермоз — Карбоннель
- Криста Тере — Элизабет Ортега
- Тьерри Нёвик — Женсен
- Марианн Деникур — Мартина Монтейл
- Хлое Стефани — Коринн
- Уильям Надилам — адвокат Ги Жоржа
- Адам Нина — Ги Жорж
- Нора Леэмбре — Луиза, жена Франка

## Награды и номинации
| Премия            | Категория                      | Номинант                          | Итог      |
| ----------------- | ------------------------------ | --------------------------------- | --------- |
| Сезар             | Лучший адаптированный сценарий | Давид Эльхоффен и Фредерик Теллье | Номинация |
| Сезар             | Лучшая дебютная работа         | Фредерик Теллье                   | Номинация |
| Люмьер            | Лучшая работа оператора        | Матиас Букар                      | Номинация |
| Приз Жака Превера | Лучший адаптированный сценарий | Давид Эльхоффен и Фредерик Теллье | Победа    |